# Бирлик (Жанакорганский район)
Бирлик (каз. Бірлік) — село в Жанакорганском районе Кызылординской области Казахстана. Административный центр и единственный населённый пункт Аккуикского сельского округа. Находится примерно в 17 км к востоку от районного центра, села Жанакорган. Код КАТО — 434035100.
Основан в 1929 году. Через Бирлик проходит автомобильная дорога Кызылорда — Шымкент.

## Население
В 1999 году население села составляло 2429 человек (1248 мужчин и 1181 женщина). По данным переписи 2009 года, в селе проживали 2422 человека (1248 мужчин и 1174 женщины).

## Известные уроженцы
- Абдраимов, Сейфулла Абдраимович (род. 1939) — советский и казахстанский учёный, агроном.